# Андреа Кошшаньйова
Андреа Кошшаньйова (Andrea Kossanyiová; 6 серпня 1993) — чеська волейболістка, догравальник. Дворазова чемпіонка Європейської ліги.

## Клуби
| Роки      | Команди                 |
| --------- | ----------------------- |
| 2007—2012 | «Олімп» (Прага)         |
| 2012—2015 | «Простейов»             |
| 2015—2017 | «Імпель» (Вроцлав)      |
| 2017—2018 | «Простейов»             |
| 2018—2019 | «Оломоуць»              |
| 2019—2021 | «Сталь» (Бельсько-Бяла) |
| 2021—2022 | «Вроцлав»               |
| 2022—2023 | «Альба-Блаж» (Блаж)     |

## Досягнення
- Ліга Європи
  - Переможець (2): 2012, 2019

- Чемпіонат Чехії
  - Переможець (5): 2013, 2014, 2015, 2018, 2019
  - Фіналіст (1): 2012

- Кубок Чехії
  - Переможець (5): 2013, 2014, 2015, 2018, 2019

- Чемпіонат Румунії
  - Переможець (1): 2023

### Індивідуальні нагороди
- Чемпіонат Європи з волейболу серед жінок до 20 років 2010 : найкращий нападник.
- Золота ліга Європи 2019 : найкращий гравець [6].

## Статистика
Статистика виступів у збірній:
| Сезон  | Команда | Турнір           | Фінальний турнір | Фінальний турнір | Фінальний турнір | Фінальний турнір | Відбіркові змагання | Відбіркові змагання | Відбіркові змагання | Відбіркові змагання | Примітки |
| Сезон  | Команда | Турнір           | Ігри             | Сети             | Очки             | Ср.              | Ігри                | Сети                | Очки                | Ср.                 | Примітки |
| ------ | ------- | ---------------- | ---------------- | ---------------- | ---------------- | ---------------- | ------------------- | ------------------- | ------------------- | ------------------- | -------- |
| 2011   | Чехія   | Чемпіонат Європи | 4                | 9                | 12               | 1,33             | 0                   | 0                   | 0                   | 0                   |          |
| 2013   | Чехія   | Чемпіонат Європи | 4                | 18               | 47               | 2,61             | 7                   | 27                  | 87                  | ,                   |          |
| 2015   | Чехія   | Чемпіонат Європи | 1                | 1                | 2                | 2,0              | 0                   | 0                   | 0                   | 0                   |          |
| 2017   | Чехія   | Чемпіонат Європи | 4                | 12               | 30               | 2,5              | 8                   | 25                  | 77                  | ,                   |          |
| 2019   | Чехія   | Чемпіонат Європи | 0                | 0                | 0                | 0                | 1                   | 3                   | 1                   | 0,33                |          |
| 2021   | Чехія   | Чемпіонат Європи | 6                | 19               | 35               | 1,84             | 5                   | 16                  | 51                  | ,                   |          |
| Всього | Всього  | Всього           | 19               | 59               | 116              | ,                | 21                  | 71                  | 216                 | ,                   |          |
| 2011   | Чехія   | Євроліга         | 11               | 27               | 42               | 1,56             |                     |                     |                     |                     |          |
| 2012   | Чехія   | Євроліга         | 13               | 44               | 138              | 3,14             |                     |                     |                     |                     |          |
| 2018   | Чехія   | Євроліга         | 7                | 20               | 77               | 3,85             |                     |                     |                     |                     |          |
| 2019   | Чехія   | Євроліга         | 8                | 30               | 138              | 4,6              |                     |                     |                     |                     |          |
| Всього | Всього  | Всього           | 39               | 121              | 395              | ,                |                     |                     |                     |                     |          |